# Iakivske, Svaleava
Iakivske (în ucraineană Яківське) este un sat în comuna Ploske din raionul Svaleava, regiunea Transcarpatia, Ucraina.

## Demografie
Componența lingvistică a localității Iakivske
     Ucraineană (100%)
Conform recensământului din 2001, toată populația localității Iakivske era vorbitoare de ucraineană (100%).